# Leslie Copeland
Leslie Arthur Copeland (Tavua, 23 aprile 1988) è un ex giavellottista figiano.

## Carriera
Copeland ha perso il padre all'età di 9 anni. Grazie al patrigno che gli ha proseguito nel dargli un'educazione è approdato nel 2004 alle prime competizioni di atletica leggera. Oltre ad aver rappresentato Figi ai Giochi olimpici di Londra 2012 e Rio de Janeiro 2016, ha preso parte a due Mondiali. In ambito continentale, ha vinto numerose medaglie d'oro e è detentore del record nazionale di disciplina.

## Record nazionali
- Lancio del giavellotto: 81,76 m ( Sydney, 3 aprile 2016)

## Palmarès
| Anno | Manifestazione                         | Sede           | Evento                 | Risultato | Prestazione | Note |
| ---- | -------------------------------------- | -------------- | ---------------------- | --------- | ----------- | ---- |
| 2004 | Giochi della gioventù del Commonwealth | Bendigo        | Lancio del giavellotto | 4º        | 60,63 m     |      |
| 2005 | Mondiali allievi                       | Marrakech      | Lancio del giavellotto | 22º (q)   | 60,51 m     |      |
| 2006 | Mondiali juniores                      | Pechino        | Lancio del giavellotto | 7º        | 73,13 m     |      |
| 2006 | Campionati oceaniani                   | Apia           | Lancio del giavellotto | Oro       | 67,28 m     |      |
| 2007 | Universiadi                            | Bangkok        | Lancio del giavellotto | 20º (q)   | 62,57 m     |      |
| 2007 | Giochi del Pacifico                    | Apia           | Lancio del giavellotto | Argento   | 69,84 m     |      |
| 2008 | Campionati oceaniani                   | Saipan         | Lancio del giavellotto | Oro       | 67,02 m     |      |
| 2008 | Mini-Giochi del Pacifico               | Rarotonga      | Lancio del giavellotto | Oro       | 74,92 m     |      |
| 2010 | Campionati oceaniani                   | Cairns         | Lancio del giavellotto | Oro       | 75,08 m     |      |
| 2011 | Universiadi                            | Shenzen        | Lancio del giavellotto | 6º        | 76,75 m     |      |
| 2011 | Giochi del Pacifico                    | Numea          | Lancio del giavellotto | Oro       | 78,41 m     |      |
| 2011 | Mondiali                               | Taegu          | Lancio del giavellotto | 22º (q)   | 76,57 m     |      |
| 2012 | Giochi olimpici                        | Londra         | Lancio del giavellotto | 13º (q)   | 80,19 m     |      |
| 2013 | Campionati oceaniani                   | Papeete        | Lancio del giavellotto | Oro       | 76,87 m     |      |
| 2013 | Mondiali                               | Mosca          | Lancio del giavellotto | 32º (q)   | 72,30 m     |      |
| 2013 | Mini-Giochi del Pacifico               | Mata Utu       | Lancio del giavellotto | Oro       | 68,62 m     |      |
| 2014 | Campionati oceaniani                   | Avarua         | Lancio del giavellotto | Oro       | 70,66 m     |      |
| 2014 | Giochi del Commonwealth                | Glasgow        | Lancio del giavellotto | 10º       | 68,50 m     |      |
| 2015 | Giochi del Pacifico                    | Port Moresby   | Lancio del giavellotto | Oro       | 70,31 m     |      |
| 2016 | Giochi olimpici                        | Rio de Janeiro | Lancio del giavellotto | 32º (q)   | 76,04 m     |      |